# Newdegate (Australien)
Newdegate ist eine Ortschaft im australischen Bundesstaat Western Australia mit 167 Einwohnern (2016), die sich gut 400 Kilometer südöstlich von Perth befindet. 
Newdegate befindet sich in einem kaum bevölkerten, fruchtbaren Gebiet, das durch Getreideanbau und Schafwirtschaft geprägt ist (Wheatbelt Region). Das australische Landwirtschaftsministerium betreibt bei der Ortschaft eine Forschungsstation. Jährlich findet in Newdegate eine Landwirtschaftsmesse (Newdegate Machinery Field Days) statt, auf der unter anderem Agrarmaschinen und Farmausrüstung ausgestellt wird sowie diverse Wettbewerbe stattfinden.
Die Ortschaft ist nach Francis Newdegate, einem Gouverneur von Western Australia, benannt.